# Красный призрак (Marvel Comics)
Красный призрак (англ. Red Ghost), настоящее имя Иван Крагофф, и его Супер-обезьяны Михло, Игорь и Пётр — вымышленные суперзлодеи американских комиксов издательства Marvel Comics. Наиболее известны как одни из старейших врагов Фантастической четвёрки.

## История публикаций
Красный призрак был создан сценаристом Стэном Ли и художником Джеком Кирби, дебютировав в The Fantastic Four #13 (Апрель 1963). Персонаж советского происхождения был создан в период, когда комиксы вращались вокруг Холодной войны и Космической гонки. Кроме того, редактор DC Comics Юлиус Шварц обратил внимание на рост продаж комиксов, на обложках которых были расположены обезьяны, после чего различные издательства комиксов начали создавать собственных представителей данного вида.

## Биография
Иван Крагофф родился в Ленинграде, на территории бывшего Советского Союза. До своего становления Красным призраком, Иван был советским учёным, стремящимся опередить американцев в высадке на Луне и объявить её коммунистической империей. Он собрал команду из трёх обученных приматов — гориллы Михло, бабуина Игоря и орангутанга Петра — которых он подверг специализированным программам обучения, разработанным им самим. Затем он отправился в полёт на лунной ракете от имени СССР, в то время как Фантастическая четвёрка нацелила свою ракету в ту же зону.
Крагоффу было достаточно известно о Фантастической четвёрке, в связи с чем он специально спроектировал свою ракету таким образом, чтобы он и его команда подверглись воздействию космических лучей, которые, как он думал, наделят их суперспособностями. Эта попытка увенчалась успехом: Крагофф получил способность становиться таким же неосязаемым и невидимым, как «призрак», Михло стал сверхчеловечески сильным и выносливым, Игорь получил способность изменять форму и мог превращаться практически во что угодно, а Пётр получил способность притягивать и отталкивать объекты.

## Вне комиксов

### Фильм
Джон Малкович сыграл Красного призрака в фильме «Фантастическая четвёрка: Первые шаги», но был вырезан из финальной версии. При этом в фильме сохранились упоминания о нём, а также эпизодически появилась одна из его Супер-обезьян — орангутанг Пётр.

### Телевидение
- Красный призрак дважды появлялся в мультсериале «Фантастическая четвёрка» 1967 года, где его озвучил Вик Перрин[10].
- В мультсериале «Железный Человек» 1994 года выясняется, что Красный призрак стоял за созданием МОДОКа.
- Красный призрак и его Супер-обезьяны появляются в мультсериале «Мстители: Величайшие герои Земли» 2010 года. Они впервые показаны в эпизоде «Побег, Часть 1», а в эпизоде «Альтрон-5» были пойманы Халком и Чёрной пантерой.
- Джей Би Блан озвучил Красного призрака в мультсериале «Халк и агенты У.Д.А.Р.» 2013 года[10].

### Видеоигры
Красный призрак является одним из боссов игры Fantastic Four: Rise of the Silver Surfer 2007 года, где его озвучил Дуайт Шульц.

## Критика
Comic Book Resources поместил Красного призрака на 25-е место среди «25 умнейших персонажей вселенной Marvel», на 2-е место среди «10 самых крутых злодеев времён Холодной войны в комиксах Marvel» и на 3-е место среди «10 самых жалких врагов Фантастической четвёрки». Также сайт поместил Супер-обезьян на 6-е место среди «8 величайших обезьян в комиксах». Screen Rant назвал Красного призрака одним из «злодеев, которые не стали легендами и остались шутками».